# Старовишневецький заказник

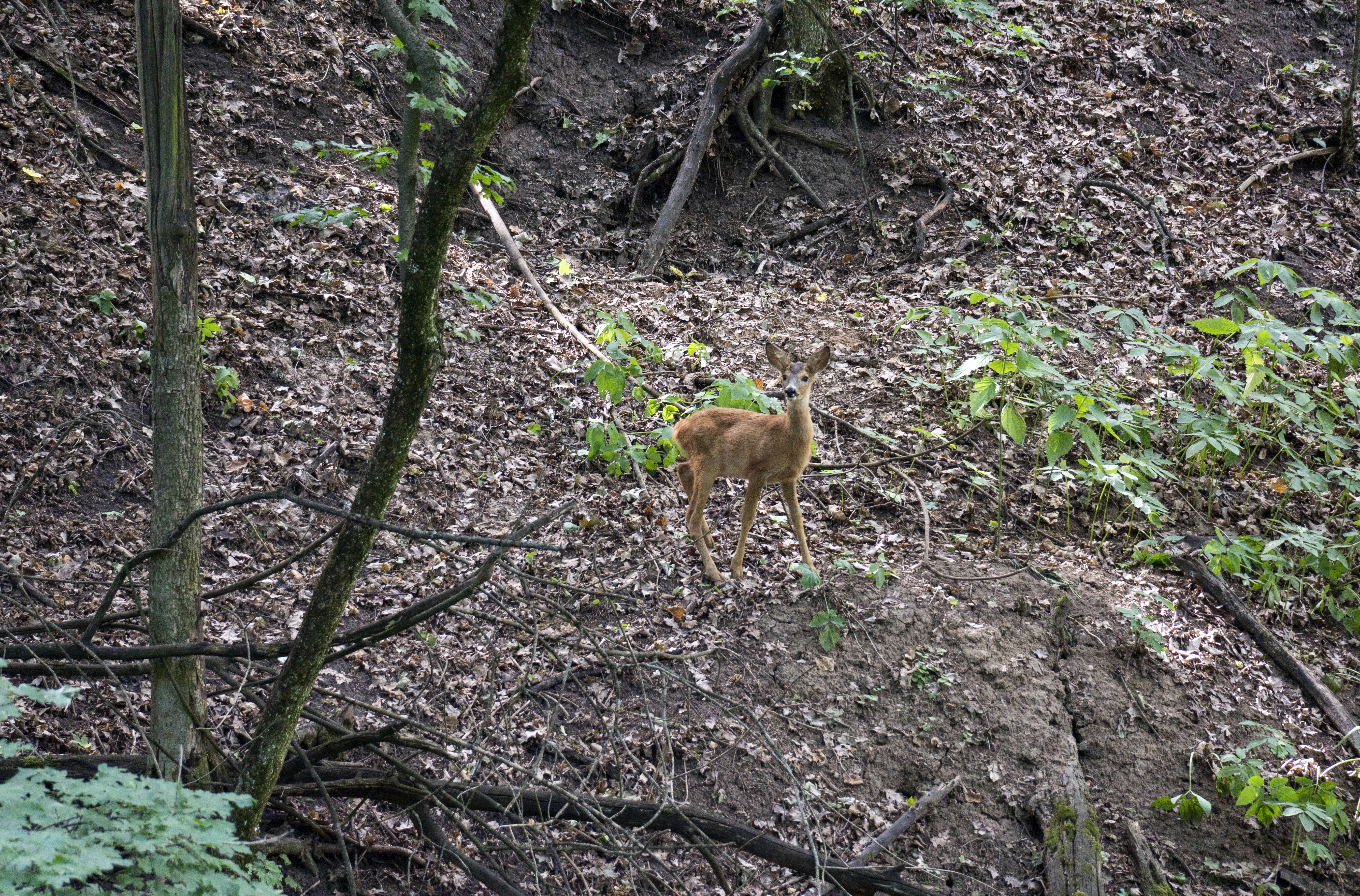

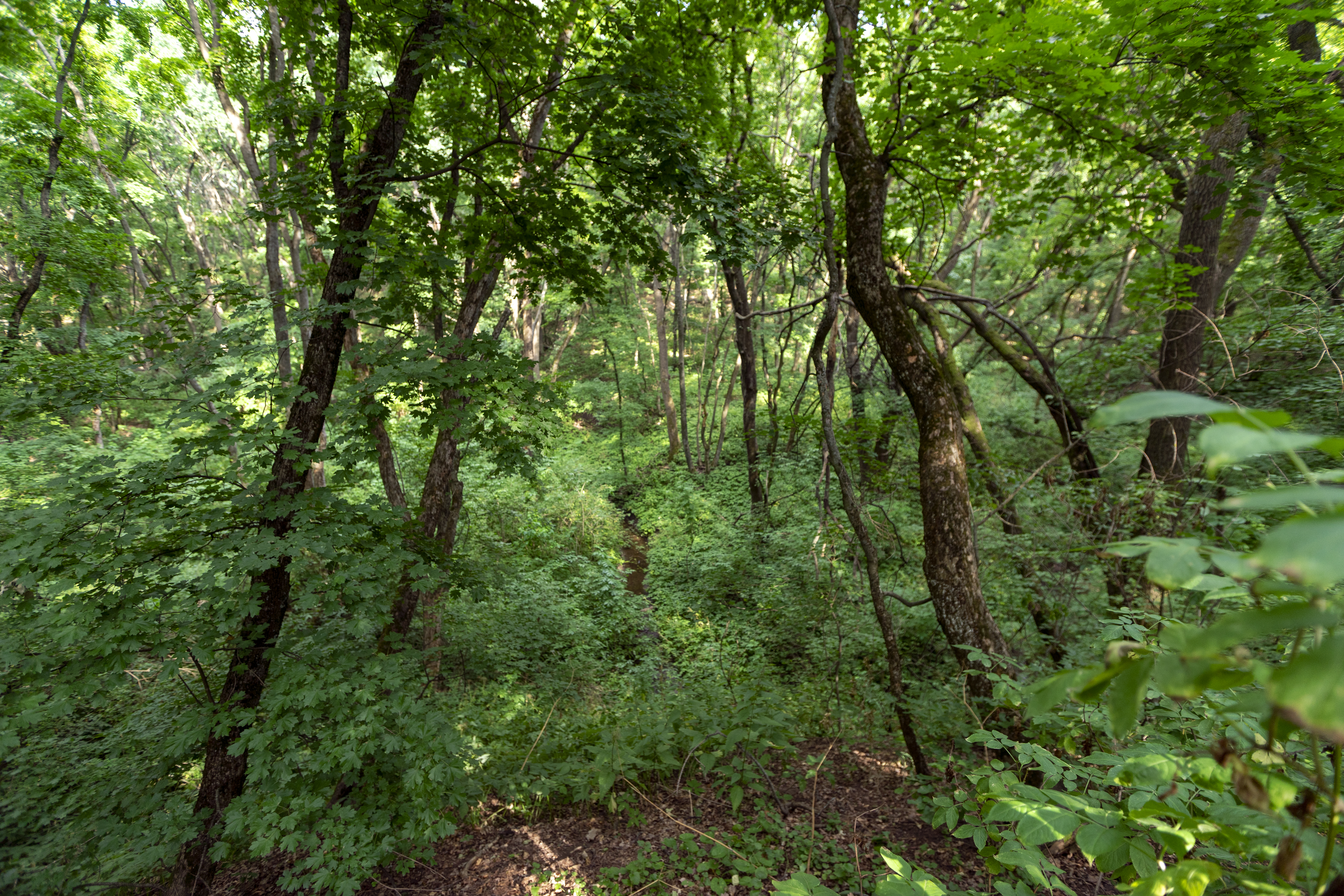

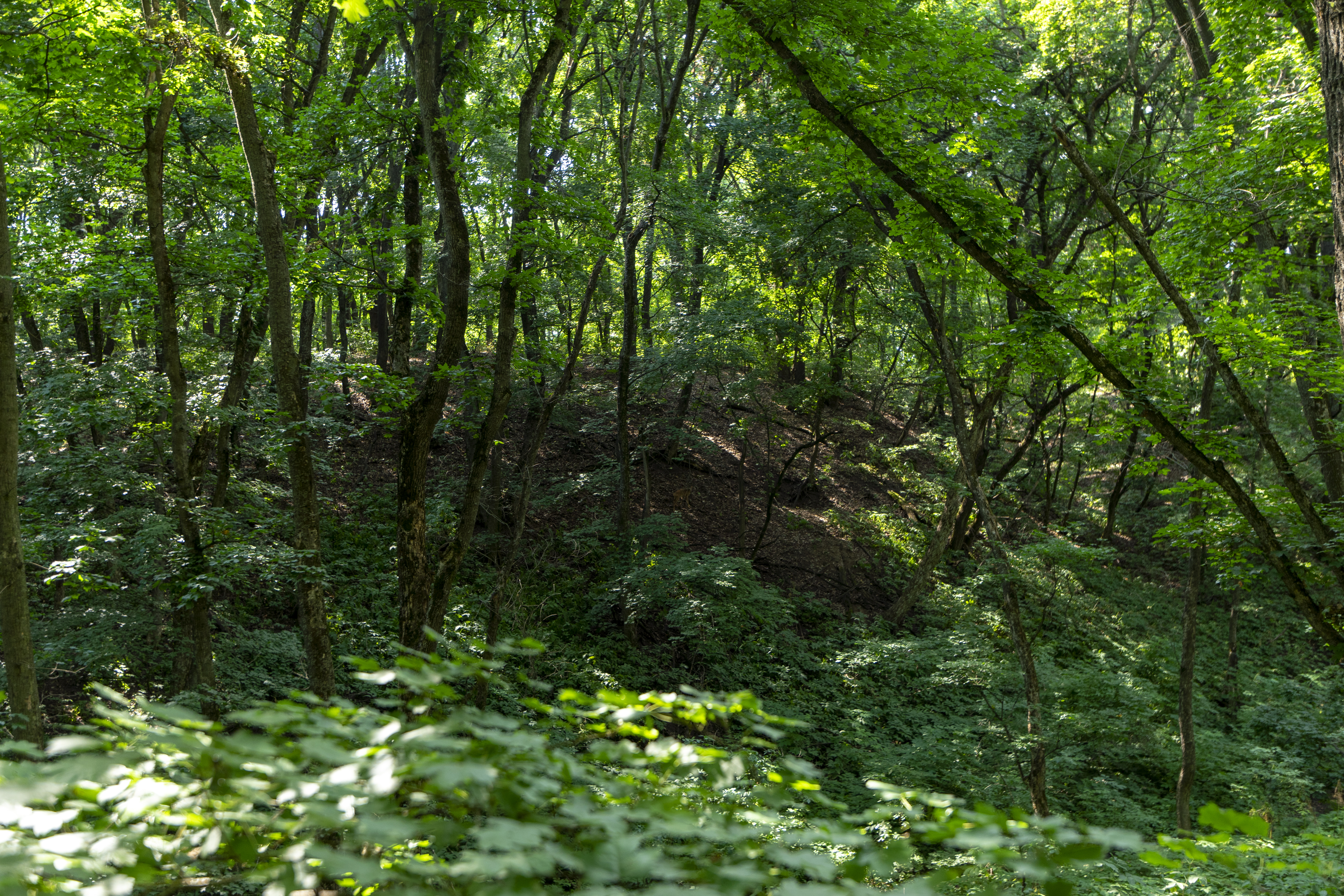

Старовишневе́цький заказник — ландшафтний заказник місцевого значення в Україні. Об'єкт природно-заповідного фонду Дніпропетровської області. 
Розташований у межах Синельниківського району Дніпропетровської області, на північний захід від села Старовишневецьке. 
Площа 113,4 га. Статус надано згідно з рішенням облвиконкому від 07.12.1985 року № 703 (зміни згідно з розпорядженням від 19.12.1995 року №50-Р). Перебуває у віданні Синельниківської райдержадміністрації. 
Статус надано для збереження лісового масиву, що зростає на схилах і дні балки Піщаної. Особливо цінні вікові дубові насадження, а в трав'яному покриві рідкісний вид — тюльпан дібровний.